# Mycodrosophila cornea
Mycodrosophila cornea är en tvåvingeart som beskrevs av Toyohi Okada 1986. Mycodrosophila cornea ingår i släktet Mycodrosophila och familjen daggflugor. Inga underarter finns listade i Catalogue of Life.